# Leonid Iwanowitsch Schabotinski
Leonid Iwanowitsch Schabotinski (russisch Леонид Иванович Жаботинский, wiss. Transliteration Leonid Ivanovič Žabotinskij; * 28. Januar 1938 in Uspenka, Rajon Krasnopillja, Ukrainische SSR, Sowjetunion; † 14. Januar 2016 in Saporischschja, Ukraine) war ein sowjetischer Gewichtheber.

## Werdegang
Schabotinski wurde in Uspenka in eine ukrainische Kosaken-Familie geboren. In seiner Kindheit zog die Familie nach Charkiw, wo Schabotinski die deutsche Besatzung im Zweiten Weltkrieg erlebte.
Schabotinski wuchs in Saporischschja auf, spielte auf dem Gymnasium Volley- und Basketball und betrieb zudem Leichtathletik. In seiner Jugend war Schabotinski ein erfolgreicher Kugelstoßer, der es bis zur Meisterschaft der Ukrainischen SSR brachte. Nach der achten Klasse brach er die Schule ab und erlernte im Charkiwer Traktorenwerk den Beruf eines Schlossers. Als er mit zunehmendem Alter immer größer und schwerer wurde, entschied er sich mit 19 Jahren für das Gewichtheben.
Schabotinski wurde dann zur Sowjetarmee eingezogen. Er blieb beim Militär, hatte dort gute Trainingsbedingungen und Trainer und wurde Offizier. Den Schulabschluss holte er in der Abendschule nach und erreichte in späteren Jahren einen Doktorgrad in Pädagogik. 1957 errang Schabotinski eine Bronzemedaille bei der Staatsmeisterschaft der Ukrainischen SSR. Im selben Jahr erreichte er im olympischen Dreikampf 435 kg, steigerte sich 1958 auf 460 kg und erreichte 1961 erstmals die 500 kg-Grenze. 1963 erreichte er den ersten seiner insgesamt 19 Weltrekorde im Schwergewichtsgewichtheben. Schabotinski wurde 1963 erstmals bei der Weltmeisterschaft in Stockholm im Schwergewicht eingesetzt. Dort gewann er die Bronzemedaille hinter Juri Wlassow und Norbert Schemansky.
Bei den Olympischen Spielen 1964 in Tokio schlug er Wlassow und Schemansky und wurde mit 572,5 kg Olympiasieger. Bis 1968 beherrschte er die internationale Gewichtheber-Szene im Schwergewicht. Besondere Aufmerksamkeit erregte er bei den Olympischen Sommerspielen 1968 als Flaggenträger der sowjetischen Teams. Während andere Athleten die etwa 20 kg schwere Flagge samt Stab während der Eröffnungsfeier beidhändig oder mit Unterstützung einer Tragevorrichtung hielten, schwenkte Schabotinski diese die Feier über in einer Hand fröhlich hin- und her.
1969 zwang ihn eine Operation zu einer längeren Pause. In dieser Zeit wurde der jüngere Wassili Alexejew die beherrschende Figur im Gewichtheben. Nach seiner Rückkehr in den Wettkampfsport 1973/74 wehrte sich Schabotinski, inzwischen Hauptmann, vehement und stellte in diesen Jahren sogar neue Weltrekorde auf. Seinen letzten Weltrekord erreichte er 1974. Im Wettkampf konnte er Alexejew aber nicht mehr schlagen. Er trat daraufhin endgültig vom Gewichthebersport zurück und betätigte sich als ehrenamtlicher Trainer und Funktionär.
Nach dem Ende der aktiven Karriere war Schabotinski für das sowjetische Militär als Trainer für Gewichtheben zuständig. 1991 verließ er die Armee.
Schabotinskis Tod am 14. Januar 2016 wurde von seinem Sohn bekannt gegeben. Er hinterließ eine Frau und zwei Söhne, beide selber aktive Gewichtheber. Auf die Todesursachen ging dieser nicht ein.

## Rezeption
Bekannt wurde Schabotinski weiteren Kreisen, da Arnold Schwarzenegger ihn als Idol und Vorbild ansah und dies auch öffentlich bekannt machte. Schwarzenegger hatte als Jugendlicher ein Bild des Gewichthebers über seinem Bett und bezeichnete diesen später als Inspiration.

## Internationale Erfolge
(OS = Olympische Spiele, WM = Weltmeisterschaft, EM = Europameisterschaft, S = Schwergewicht, Wettkämpfe bis 1972 im olympischen Dreikampf, bestehend aus Drücken, Reißen und Stoßen, ab 1973 im Zweikampf, bestehend aus Reißen und Stoßen)
- 1960, 3. Platz, Grand Prix von Moskau, S, mit 450 kg, hinter Alexei Medwedew, 480 kg und Iwan Wesselinow, Bulgarien, 455 kg;
- 1963, 1. Platz, Grand Prix von Moskau, S, mit 520 kg, vor Norbert Schemansky, USA, 500 kg und Károly Ecser, Ungarn, 490 kg;
- 1964, 1. Platz, Grand Prix von Moskau, S, mit 560 kg, vor Poljakow, UdSSR, 500 kg;
- 1964, Goldmedaille, OS in Tokio, S, mit 572,5 kg, vor Wlassow, 570 kg, Schemansky, 537,5 kg und Gary Gubner, USA, 512,5 kg;
- 1965, 1. Platz, WM in Teheran, S, mit 552,5 kg, vor Gubner, 545 kg und Ecser, 522,5 kg;
- 1966, 1. Platz, Grand Prix von Riga, S, mit 545 kg, vor Stanislaw Batischtschew, 527,5 kg und Serge Reding, Belgien, 512,5 kg;
- 1966, 1. Platz, WM + EM in Berlin, S, mit 567,5 kg, vor Bob Bednarski, USA, 537,5 kg und Batischtschew, 530 kg;
- 1968, 1. Platz, EM in Leningrad, S, mit 570 kg, vor Reding, 527,5 kg und Manfred Rieger, DDR, 525 kg;
- 1968, Goldmedaille, OS in Mexiko-Stadt, S, mit 572,5 kg, vor Reding, 555 kg und Joe Dube, USA, 555 kg;
- 1969, unplatziert, WM in Sofia, S, nach Aufgabe wg. Verletzung, Sieger Dube, mit 577,5 kg, vor Reding, 570 kg und Batischtschew, 570 kg;
- 1973, 1. Platz, Spartakiade der soz. Armeen in Trenčín, S, mit 392,5 kg, vor Tramburadziew, Bulgarien, 375 kg und Strejczek, Tschechoslowakei, 362,5 kg.

## UdSSR-Meisterschaften
- 1960, 5. Platz, S, mit 455 kg, hinter Wlassow, 510 kg und Medwedew, 480 kg;
- 1961, 2. Platz, S, mit 500 kg, hinter Wlassow, 550 kg und vor Vilkovic, 485 kg;
- 1962, 2. Platz, S, mit 512,5 kg, hinter Wlassow, 522,5 kg und vor Vilkovic, 475 kg;
- 1963, 2. Platz, S, mit 530 kg, hinter Wlassow, 550 kg;
- 1965, 1. Platz, S, mit 540 kg, vor Andrejew, 525 kg und Batischew, 510 kg;
- 1967, 1. Platz, S, mit 585 kg;
- 1968, 1. Platz, S, mit 585 kg, vor Batischew, 555 kg und Alexejew, 540 kg;
- 1969, 1. Platz, S, mit 572,5 kg, vor Batischew, 552,5 kg und Ryabokon, 542,5 kg.

## Weltrekorde
(alle im Schwergewicht aufgestellt)
im beidarmigen Drücken:
- 201,5 kg, 1967 in Sofia.

im beidarmigen Reißen:
- 165 kg, 1963 in Moskau,
- 167,5 kg, 1963 in Stockholm,
- 173 kg, 1965 in Teheran,
- 173,5 kg, 1966 in Kairo,
- 174 kg, 1967 in Sofia.
- 175,5 kg, 1967 in Moskau,
- 176 kg, 1968 in Leningrad,
- 183,5 kg, 1973 in Tuapse,
- 185,5 kg, 1974 in Moskau.

im beidarmigen Stoßen:
- 213 kg, 1964 in Moskau,
- 217,5 kg, 1964 in Tokio,
- 218 kg, 1966 in Berlin,
- 218,5 kg, 1967 in Sofia,
- 219 kg, 1967 in Moskau,
- 220 kg, 1968 in Lugansk.

im olympischen Dreikampf:
- 560 kg, 1964 in Moskau,
- 590 kg, 1967 in Sofia.